# Erythroxylum steyermarkii
Erythroxylum steyermarkii es una especie de planta perteneciente a la familia Erythroxylaceae. Se distribuye en Venezuela. La especie contiene el alcaloide cocaína.

## Taxonomía
Erythroxylum steyermarkii fue descrita por el botánico estadounidense Timothy C. Plowman y la descripción publicada en Brittonia 34: 442, f. 1. en 1982.